# Mitologia coreana
La mitologia coreana és un conjunt de mites de diverses èpoques de Corea que tracten sobre l'origen de Corea, les fundacions dels regnes coreans, la cosmogonia i els seus sentiments.
Hi ha un mite del tipus de diluvi universal anomenat El fill de l'arbre (Moktohryong) i la inundació. A més d'un mite amb diluvi local controlat per un personatge.
Hi ha mites que expliquen l'origen dels accidents geogràfics. Alguns dels accidents geogràfics explicats per mites són: Samsonghjiol (significa en coreà Forats dels Tres Cognoms), la Roca de la Carabassa i la Muntanya Pekma i les formacions rocoses en forma de cistella Nongham. Altres mites expliquen els orígens de les famílies aristocràtiques, la fundació de Corea i de distints regnes coreans, i característiques que hereta genèticament una família aristocràtica.
La seua cosmologia consistia en: al centre de l'univers està el paradís celestial, baix d'aquest hi ha 33 cels.
A la Muntanya Miojiang el déu encarregat de portar la civilització establí la Ciutat Divina.
A la mitologia de Corea apareixen esperits, com per exemple esperits guardians de les muntanyes Hil, Ho i Pu.

## Llista de personatges, criatures i objectes

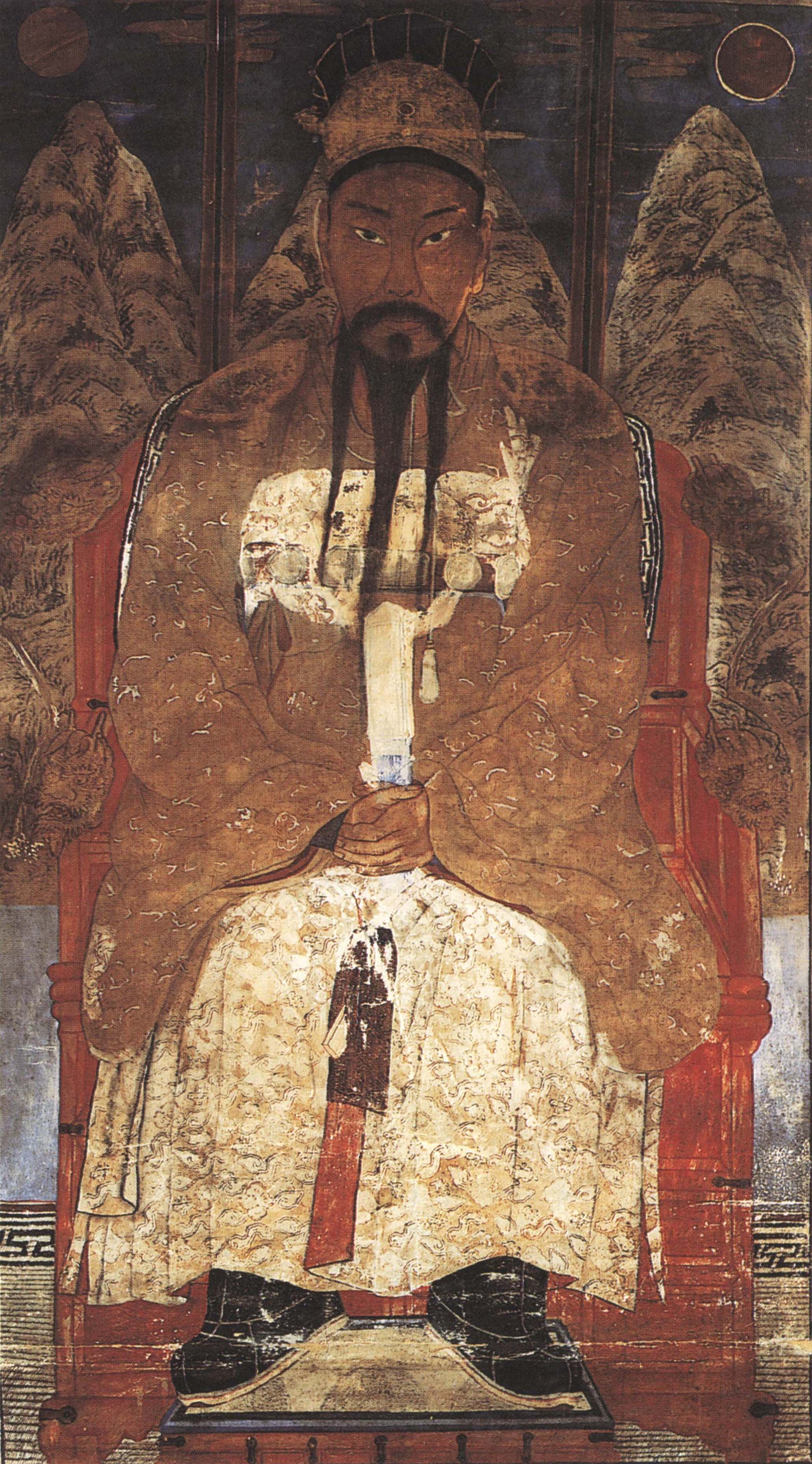
Retrat de Tangun, net del déu suprem Juanhin.

- Juanhín, déu suprem governador de tot, incloent una sèrie de déus menors. Viu sentat al tron situat al mig del Palau de Juanhín, un palau situat al mig del paradís celestial.[8] En un altre mite se l'anomena Mosu Je.[3]
- Juanhung és el fill bastard de Juanhín. Té molts germans. És enviat per son pare a originar la humanitat, des d'on aleshores és anomenat Rei Diví.[8]
- Yono (o Yonorang, que significa "el corb mascle"), déu del Sol.[11]
- Seo (o Seonio, que significa "el corb femella"), deessa de la Lluna.[11]
- Els dracs són utilitzats com a vehicles pels déus.[8] També hi ha un drac-gallina.[6]
- S'anomena l'au fènix.[12]
- Hi ha esperits: l'esperit del Mar de l'Oest,[13] l'esperit de les aigües,[14] esperits de les muntanyes com l'esperit pur de la muntanya Kaya,[15] i l'Esperit de la Pesta.[16]
- Pungbek, déu dels vents.[8]
- Usa, déu de les plutges.[8]
- Unas, déu dels núvols.[8]
- Sire Ko, déu de l'agricultura.[8]
- Unghnio és la dona que concebé el primer humà la qual abans era un os que fou transformat en dona pel Rei Diví per haver passat una prova.[8]
- Jemuso[10] o Tangun, el Rei Modest, és el fill nascut de la unió de Juanhung baix forma humana i Unghnio. Es convertí en rei 50 anys després d'haver pujat al tron el rei Tangguio. Visqué 1908 anys.[8]
- Alpiong, cap d'una aldea que és l'encarnació d'un esperit celestial, i patriarca de la dinastia Ji de Kumnianghbu.[6]
- Soboltori, cap i fundador de l'aldea Cojoxon de la muntanya Tol que és l'encarnació d'un esperit celestial, i progenitor de la dinastia Xong de Sariangbu.[6]
- Kurema, cap i fundador de l'aldea Tesuxon de la muntanya Mu que és l'encarnació d'un esperit celestial, i progenitor dels Son de Xomniangbu.[6]
- Xibejo, cap i fundador de l'aldea Carixon de la muntanya Xa que és l'encarnació d'un esperit celestial, i progenitor dels Xue de Ponpibu.[6]
- Xita, cap i fundador de l'aldea Carixon de Kumsan que és l'encarnació d'un esperit celestial, i progenitor de la dinastia Pe de Janguibu.[6]
- Johyin, cap i fundador de l'aldea Koyaxon que és l'encarnació d'un esperit celestial, i progenitor dels Sol de Suppibu.[6]
- Jiokkose Pak, fundador de Sila, nascut d'un ou morat caigut del cel.[6]
- Ariong, esposa de Jiokkose Pak, reina de Sila, i d'origen misteriós. Un drac-gallina aparegué pel Pou d'Ariong i dona llum a Ariong per les axil·les abans de morir poc després. Una anciana que passava per allí la crià. Es caracteritzava per tindre llavis durs i en forma de punta, els quals van desaparèixer i tingueren la forma regular després que l'anciana que la cuidava la banyà a unes aigües de Uolsong.[6]
- Sagrada Mare Sondo o Saso (que significa violeta que dansa), mare d'origen diví de Jiokkose Pak.[17]
- Seolmundae Halmang o Iaia Seolmundae, deessa de la província insular de Jeju-do.[18]
- Tarhe Sok (per eixir d'un ou l'anomenà sa mare adoptiva Tarhe, i el seu cognom significa en xinés garsa, triat per la seua mare adoptiva per haver-lo trobat rodejat d'aquestes aus), rei mític de Silla (Corea) i déu de la muntanya Tong (actual Tojam).[19]
- Kumiho són unes raboses amb nou cues. La seua llegenda la relaciona amb el sexe.[20] Realment és un personatge llegendari que és una versió d'un mite de la Xina.[21]
- Xonghguion (significa "la dels ulls bons"), deessa de la muntanya Kaya, progenitora junt al déu Ibiga dels reis Xuhil (rei de Kaya) i Kim (rei de Koanghguk).[15]
- Ibiga, déu que prenyà a Xonghguion al vore-la banyant-se.[15]
- Suhin és un dels primers humans, descobrí el foc.[22]
- Iuso és un dels primers humans, descobrí la construcció de cases i la diferenciació entre fruits verinosos i comestibles.[22]
- Johnuon és un dels primers humans, descobrí com construir vaixells i fabricar xarxes de pescar.[22]
- Sinnong és un dels primers humans, descobrí com fabricar ferramentes per a l'agricultura i classificà les plantes medicinals.[22]
- Poki és un dels primers humans, descobrí descobrí els principis positius i negatius de l'univers, traçà vuit trigrammes per a endevinació i erigí les lleis del matrimoni.[22]
- Yogua és un dels primers humans, taponà alguns clavills del cel amb una massa feta per pedres moltes de cinc colors mesclades amb aigua, i descobrí a cosir i filar roba.[22]
- Popxu és un dels primers humans, determinà les lleis.[22]
- Todang és un dels primers humans, escriví un almanac on es reflectien les quatre estacions i quan s'ha de collir i emmagatzemar.[22]
- Pari, una princesa que viaja a l'infern per a salvar a son pare Ogu i sa mare Pionghon i els acabà ressuscitant.[23]
- Muxangsung, un gegant que guarda un territori mític del qual és l'amo, es casà amb la princesa Pari.[23]
- El rei Suro, fundador mític del regne Karak, es caracteritza per mesurar 2,7 metres[12] i per tindre un penis bastant gran que utilitzà com a pont sobre el riu Sonam. Patí un accident amb una pipa que li deixà una marca heretable a tots els Kim de Kimje.[9]
- La reina Jo (més tard anomenada la Gran Reina Phyu),[14] esposa del rei Suro, es caracteritza per tindre una vulva de bastant grandària que utilitzà com a coixí per als convidats durant una festa. Patí un accident amb un brou calent que li deixà una marca heretable a totes les Jo de Kimje.[9]
- Puru o Buru Je, fill de Mosu Je, el rei del Cel; regnà Puyo. Podia convertir-se en llop, nútria i falcó.[3]
- Granota d'Or fill de Buru Je, enviat pel Cel, el trobà son pare al llac Xonji. Tenia aspecte de granota.[3]
- Aranbul fou el ministre de Buru Je que tingué una visió on el Rei Celestial li manà establir la capital del regne Puyo de l'Est a Kasobuon.[3]
- Jabek, déu del riu Xonja, pot convertir-se en cérvol, peix i faisà, i pare de les tres filles anomenades Yujua, Juonjua i Uijua.[3]
- Yujua fou raptada per Mosu Je. Fou desterrada per son pare, Jabek, al llac Ubal junt a dos serventes. Allí, furtava el que pescava Kangiopuxu amb una xarxa.[3]
- Xumong, fill de Yujua, nascut d'un ou. Era un arquer amb poders extraordinaris com separar les aigües d'un tir de fletxa, provocar inundacions i ressuscitar uns coloms. Tenia tres amics: Oi, Mari i Sombu, amb els quals fugí i fundà el regne de Koguryo, on es trobà amb Xesa Kuk, Mugol Xungsil i Muco Sosil, als quals els donà el cognom. Després de fundar el regne es donà a si mateix el cognom Ko (significa "elevat"). Desaparegué ascendint al cel.[3]
- Songyang, rei de Piriu. Afirmava provindre d'un món misteriós. Fou derrotat per Xumong després de provocar una inundació fent ploure durant "set dies i set nits".[3]
- Yuri era el fill de Xumong i la senyora Je.[3]
- Dokkebie, són "gegants amb una banya al cap" i solen "portar una maça anomenada Dokkebie Bangmangi". Durant el dia són més actius que durant el dia i es dediquen de vegades a espantar la gent.[24]
- Haetae o "gos que menja foc", protegeix la gent dels desastres. El seu aspecte és el d'un lleó amb escates i una banya al cap com el d'una jirafa.[25]
- Onhyo era fill de Xumong Ko, i fundà Pekxe.[10]
- Piriu era el germà major d'Onhyo, fundà el regne de Spixe (que significa "deu abundàncies").[10]
- El príncep Yuri, prové del regne de Puyo de l'Est i es convertí en hereu del regne de Xolbon, mentre que els seus familiars Piriu i Onhyo fugiren.[10]
- Ogan i Mario eren amics i súbdits de Piriu i Onhyo i junt a altres huit súbdits els acompanyaren en la fugida.[10]
- Kujo és un jove que tenia cites amb la reina de l'Emperador Celeste. Fou desterrat al món terrenal durant 100 anys per haver-la seduït.[7]
- Abi és una dona que acabe sent l'esposa de Kujo.[7]
- Kyongjuon, fill d'Abi i Kujo, nascut després que es convertiren en roques, eixí d'una roca partint-se aquesta en dos armat amb arc i espasa. Fundà el regne de Jupekxe i muntà un cavall més ràpid que les seues fletxes.[7]
- General dels Sants Ossos (pseudònim de Joguion), home forçut, pare de Gon, rei de la dinastia Koryo.[26]
- Kangxun, fill de Joguion i l'esposa primera de Joguion.[26]
- Paruon, geomàntic de Sil·la.[26]
- Rei Drac del Mar de l'Oest, és un drac que habita el Mar Groc.[26]
- Rei Drac del Mar d'Orient, és un drac.[16]
- Xoyong, fill del Rei Drac del Mar d'Orient. Quan ballava davant les persones, aquestes perdien el rencor i es tornaven compassives.[16]
- Kotayi és un arquer que ajudà un esperit.[13]
- Tongmyeong, fundador del regne de Puyŏ nascut per un raig que deixà embarassada una criada d'un rei.[27]